# Morse, Texas
Morse là một nơi ấn định cho điều tra dân số (CDP) thuộc quận Hansford, tiểu bang Texas, Hoa Kỳ. Năm 2010, dân số của nơi này là 147 người.

## Dân số
- Dân số năm 2000: 172 người.
- Dân số năm 2010: 147 người.